# O Rio Nos Pertence
O Rio nos Pertence é um filme brasileiro de 2013, do gênero drama, dirigido por Ricardo Pretti.

## Sinopse
Após 10 anos longe da cidade do Rio de Janeiro, Marina (Leandra Leal) recebe um cartão postal misterioso que a faz retornar à cidade. Sem saber claramente os motivos que a fizeram retornar, ela procura por respostas. Aos poucos, sua mente é conturbada com paranoias e os sonhos começam a se confundir com a realidade.

## Elenco
- Leandra Leal....Marina
- Jiddu Pinheiro....Mauro
- Mariana Ximenes....irmã